# Soborne
Soborne (ukrainisch Соборне, bis 2024 Березине Beresyne; russisch Березино Beresino; rumänisch Berezina; deutsch Beresina) ist eine Siedlung städtischen Typs mit 3.830 Einwohnern in der Ukraine, die deutsche Auswanderer 1816 gründeten. Sie befindet sich westlich von Odessa in der Oblast Odessa zwischen dem Schwarzen Meer und der Grenze zu Moldawien. Der 6 km nordöstlich von Tarutyne gelegene Ort ist Teil des Rajons Bolhrad.

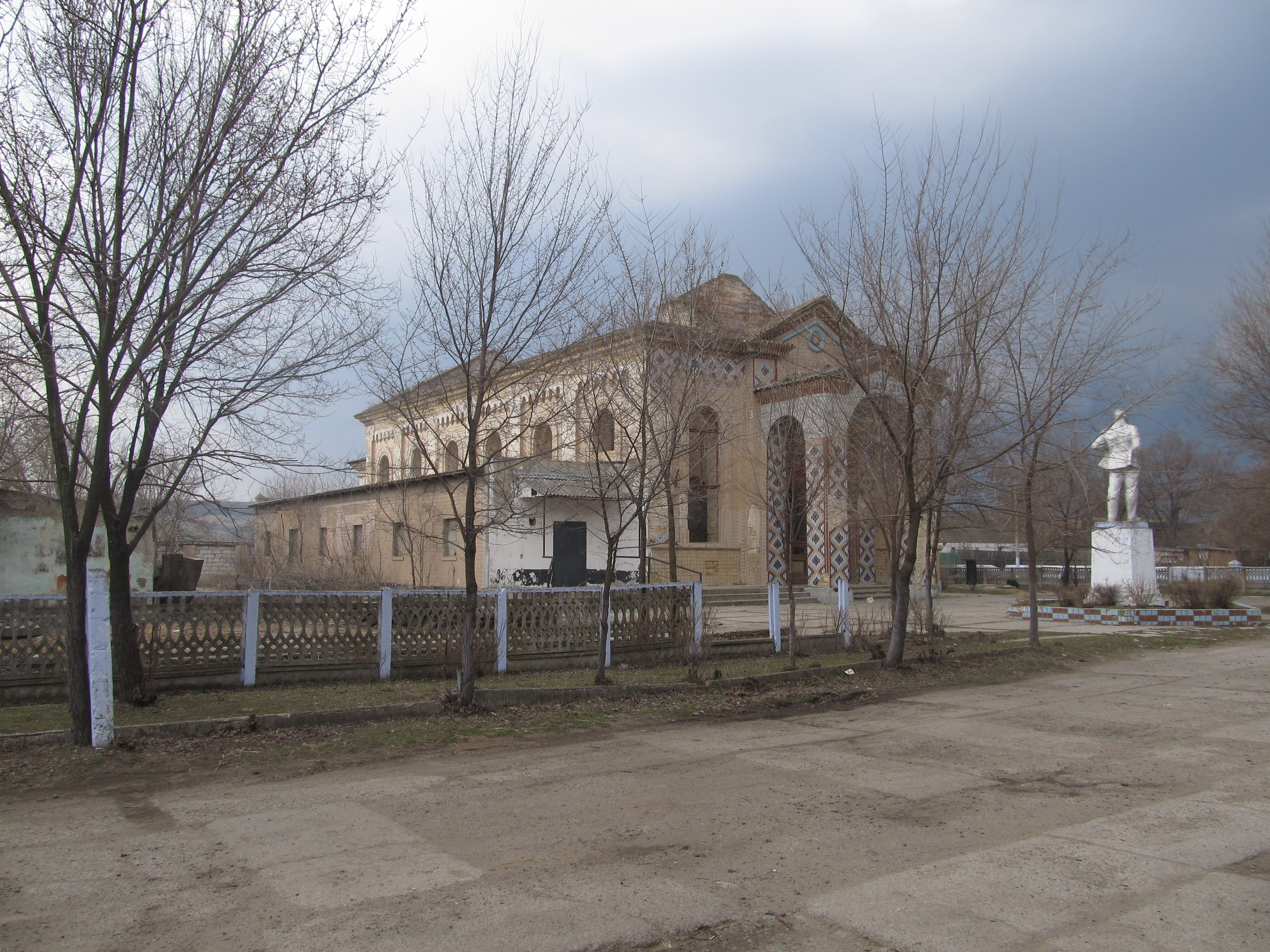
Kirchenruine im Ort

Weitere Nachbarorte, ebenfalls durch deutsche Auswanderer gegründet, sind Budschak und Wessela Dolyna (deutsch früher Klöstitz).

## Geschichte
Der Ort liegt in der historischen Landschaft Bessarabien. Das Gebiet von Bessarabien kam 1812 im Frieden von Bukarest vom osmanischen Vasallenstaat Fürstentum Moldau zusammen mit dem Budschak an das Russische Kaiserreich. Die Neuerwerbung wurde als Kolonisationsgebiet behandelt und zunächst dem Generalgouverneur von Neurussland zugeordnet. Zar Alexander I. rief in einem Manifest von 1813 deutsche Kolonisten ins Land, um die neu gewonnenen Steppengebiete in Neurussland zu kolonisieren. Hier gründeten 1816 deutsche Auswanderer Beresina als Dorf Nummer 7 im Tal des Flusses Kohylnyk (Kogälnik). Der Ort gehört zu den 24 bessarabiendeutschen Mutterkolonien. Sie wurden von Einwanderern gegründet, während Tochterkolonien später von Bewohnern der Mutterkolonien gegründet wurden. Von den Auswanderern, die sich hier 1816 niederließen, kamen 65 deutsche Familien aus dem Warschauer Gebiet (vormals Preußisch-Polen), die einige Jahre zuvor dorthin ausgewandert waren. Wegen ihres Herkunftsgebiets wurden sie „Warschauer Kolonisten“ genannt. Sie stießen auf 72 Familien von schwäbischen Auswanderern aus Württemberg und Baden, die mittels Ulmer Schachteln donauabwärts zum Schwarzen Meer fuhren.
Die Ortsbezeichnung weist auf die siegreiche Schlacht an der Beresina der Russen gegen Napoleon während des Vaterländischen Kriegs 1812 hin. Auf Weisung der russischen Ansiedlungsbehörde wurden viele neu gegründete Siedlungen, wie auch Beresina, nach Orten von siegreichen Schlachten gegen Napoleon I. benannt.
Beresina war bis 1940 eine Siedlung mit überwiegend deutschen Bewohnern. Sie hatten sich bis dahin ihre deutsche Muttersprache im schwäbischen Dialekt erhalten, auch wenn die Amts- und Schulsprachen russisch oder rumänisch waren. 1891 wurde das Kirchengebäude aus Kalkstein mit 750 Sitzplätzen fertiggestellt. Entscheidenden wirtschaftlichen Fortschritt brachte der Bau einer Eisenbahnlinie ab 1914 mit einem Bahnhof dicht am Ort. Die am 2. Januar 1916 eröffnete Strecke von Leipzig nach Akkerman erleichterte den Abtransport der landwirtschaftlichen Produkte und führte zur Ansiedlung von Geschäften. Von der Siedlungsgründung 1816 bis 1940 wuchs der Ort auf rund 3.000 Personen, darunter 2.653 deutschstämmige, an. Beresina gehörte wie ganz Bessarabien bis zum Jahre 1917 dem russischen Zarenreich an. Nach dem Ersten Weltkrieg war es rumänisches Staatsgebiet.
Nach der sowjetischen Besetzung Bessarabiens im Sommer 1940, gedeckt vom Hitler-Stalin-Pakt, schlossen sich die bessarabiendeutschen Ortsbewohner im Herbst 1940 der Umsiedlung ins Deutsche Reich unter dem Motto Heim ins Reich an. Ab dem Jahre 1944 (und kurzzeitig 1940 bis 1941) gehörte der Ort zur Sowjetunion, und seit deren Zerfall 1991 ist es heute ukrainisches Staatsgebiet. Seit 1957 ist Beresyne eine Siedlung städtischen Typs.

## Verwaltungsgliederung
Am 12. Juni 2020 wurde die Siedlung ein Teil der Siedlungsgemeinde Tarutyne; bis dahin bildete sie die Siedlungsratsgemeinde Beresyne (Березинська селищна рада/Beresynska selyschtschna rada) im Zentrum des Rajons Tarutyne.
Seit dem 17. Juli 2020 ist sie ein Teil des Rajons Bolhrad.

## Verkehr
Beresyne liegt an der Bahnstrecke Basarabeasca–Odessa, die 1999 zwischen Basarabeasca (Republik Moldau) und Beresyne stillgelegt worden war. Um nach dem russischen Überfall auf die Ukraine weitere Verbindungen in den Westen zu schaffen, wurde der stillgelegte Abschnitt saniert und am 22. August 2022 wieder in Betrieb genommen.